# Rudersdorf (Burgenland)
Rudersdorf (Burgenland) é um município da Áustria localizado no distrito de Jennersdorf, no estado de Burgenland.